# Alluaudomyia vudu
Alluaudomyia vudu är en tvåvingeart som beskrevs av Meillon och Hardy 1954. Alluaudomyia vudu ingår i släktet Alluaudomyia och familjen svidknott. Inga underarter finns listade i Catalogue of Life.